# Örnsbergs kanotsällskap

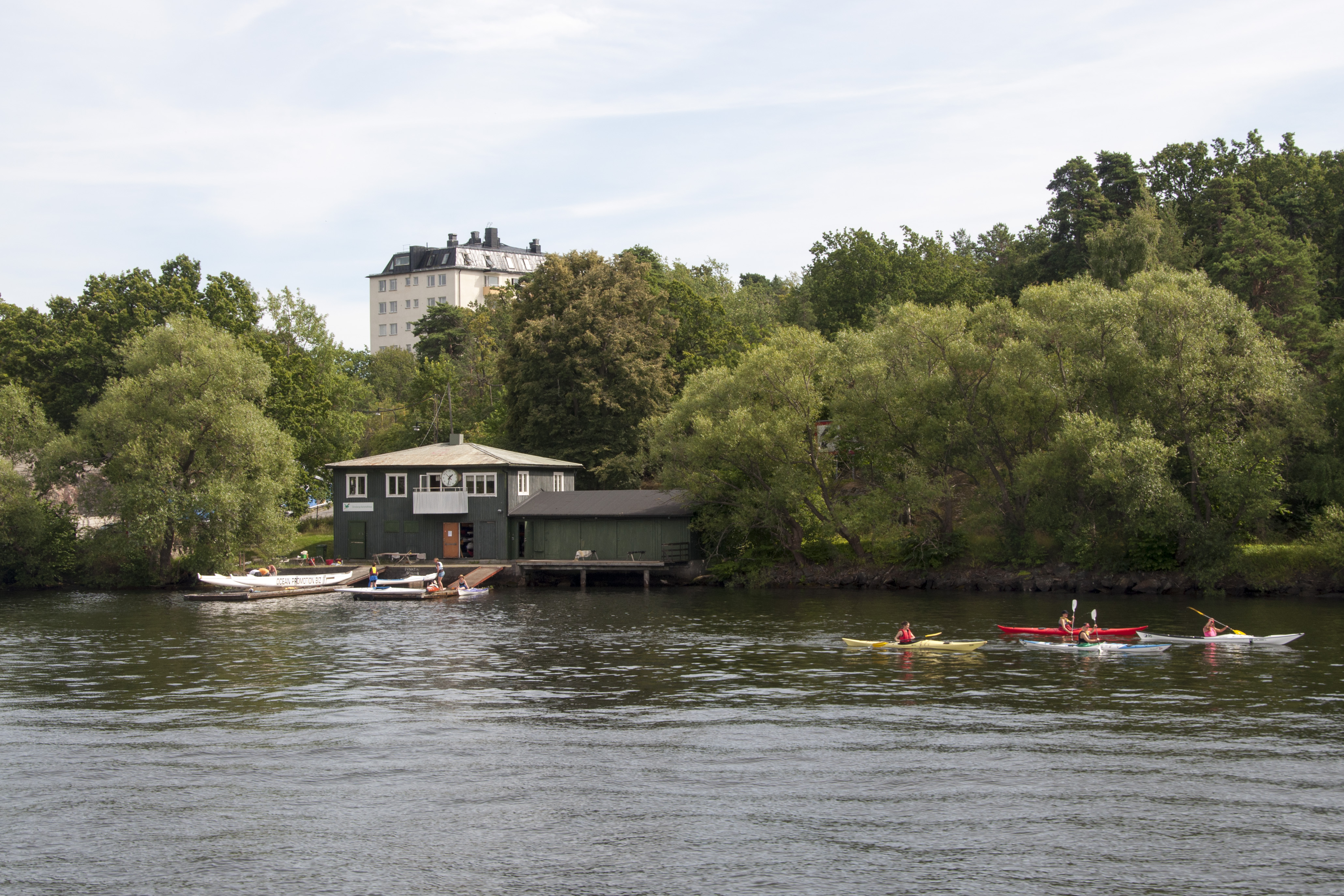
ÖKS:s båthus i Gröndal

Örnsbergs kanotsällskap, ÖKS, är en kanotklubb i Stockholm som bildades 1934. Klubben har idag (2007) båthus i Gröndal och på Reimersholme.
Örnsbergs kanotsällskap har aktiviteter inom kajak, stand up paddling, drakbåt och outrigger. 

## Drakbåt
Örnsberg har tävlat på internationella klubblagstävlingar under namnet Eagle Mountain Dragons sedan drakbåts-EM för klubblag 2001 i Bremen. Där tog laget ett sensationellt EM-brons i 20-manna mixed 500 meter. 
På drakbåts-SM 2014 i Jönköping tog Örnsberg silver på både 200 meter och 500 meter i 10-manna mixed. Året därpå, under drakbåts-SM 2015 i Nyköping, tog klubben SM-guld på 500 meter och SM-silver på 200 meter i 10-manna mixed. 
På drakbåts-EM 2015 i Auronzo di Cadore tog Örnsberg två EM-silver i 10-manna master 40+ herr på 200 meter och 2000 meter. 
Framgångsrika drakbåtspaddlare från klubben är Thomas Lundblad, Birgitta Lagerholm, Anna Lundblad, Sofia Johansson, Andreas Jakobsson och Anna Berglund. Även Carl Wassén, Emil Zeidlitz och Sebastian Ekfält kommer ursprungligen från Örnsberg.
På SM i drakbåt har klubben tagit medalj varje år sedan tävlingarna inleddes som riksmästerskap 2014 i Jönköping. På SM 2017 hade klubben två lag som tävlade, och på SM 2018 tävlade tre olika drakbåtslag på SM i klubbens namn. På SM 2019 i Nyköping vann Örnsberg alla sex guldmedaljerna. På 200 meter i mixed-klassen tog klubbens tre lag guld, silver respektive brons.